# 阿萊克斯·威克金肖
阿萊克斯·威克金肖（Alex Newcombe Walkinshaw，1974年10月5日—）是英國的一位演員。他最著名的作品是在醫療電視劇霍爾比市中飾演Adrian Fletcher角色.威力克金肖出生在巴金。他曾是一位工人。